# 文武丁
太丁（たいてい）は、殷朝の第28代王。帝乙・比干・箕子・季歴の妻の父である。ただし発掘された甲骨文占卜の諡号は文武丁である。

## 史書の太丁
史記などの史書での名は「太丁」となっている。しかしこれは取り違いによるとも考えられる。
西の国である周の季歴を重用したが、後に監禁して餓死させた。